# Isotta degli Atti

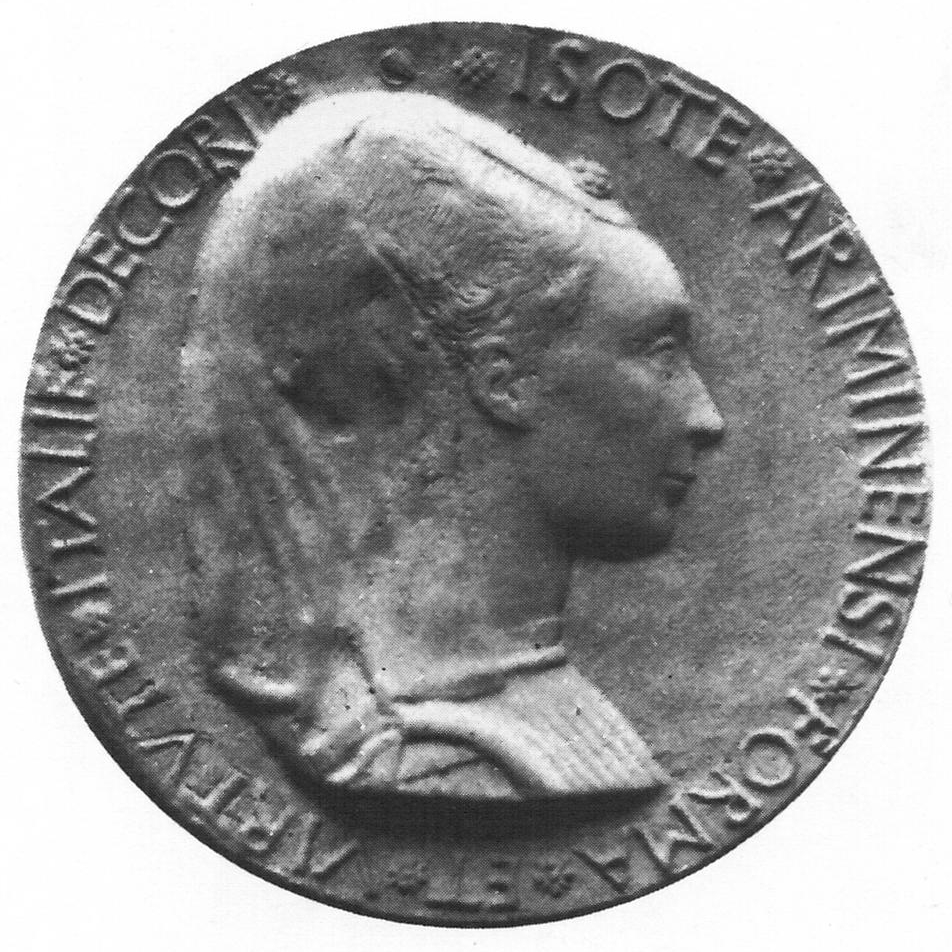
Medaille der Isotta degli Atti, 1466.

Isotta degli Atti (geboren 1432 oder 1433 in Rimini; gestorben 9. Juli 1474) war eine Italienerin während der Renaissance, die Frau des Fürsten Sigismondo Malatesta.

## Leben
Isotta wurde in Rimini als Tochter des reichen Wollhändlers und Bankiers Francesco degli Atti geboren. Bereits im Alter von 12 oder 13 Jahren fiel sie Sigismondo Malatesta auf, dem Fürsten von Rimini. Um 1447 wurde der erste gemeinsame Sohn Giovanni geboren, starb aber bald darauf und wurde im Tempio Malatestiano beigesetzt. Erst 1449 wurde die Affäre bekannt, als Malatestas zweite Frau Polissena starb. 1456 heiratete das Paar.
Während der Zeit, in der Malatesta durch Papst Pius II. exkommuniziert war, oder sich als Condottiere außer Landes befand, agierte sie als Verwalterin des kleinen Staates. Die kluge und kunstsinnige Frau trieb den Umbau der Franziskus-Kirche (Tempio Malatestiano) voran. Ihr zu Ehren wurden zahlreiche Gedichte verfasst, sie wurde durch Antonio Pisanello modelliert und von Piero della Francesca und Gentile da Fabriano porträtiert. Sie galt der Nachwelt auch selbst als Dichterin, bis sich herausstellte, dass sie nicht schreiben konnte.
Als ihr Mann 1468 starb, übernahm sie die Regentschaft für den gemeinsamen Sohn Sallustio Malatesta. Dieser wurde 1469 durch seinen Halbbruder Roberto ermordet, der auch die Regierung übernahm. Isotta degli Atti starb wenige Jahre darauf und wurde in der durch sie ausgebauten Kirche begraben.